# Liste der Wappen im Landkreis Donau-Ries
Die Liste der Wappen im Landkreis Donau-Ries zeigt die Wappen der Gemeinden im bayerischen Landkreis Donau-Ries.

## Landkreis Donau-Ries

Landkreis Donau-Ries Geteilt: oben in Gold ein wachsender, rot bewehrter schwarzer Adler; unten gespalten; vorne in Rot ein durchgehendes goldenes Andreaskreuz, hinten die bayerischen Rauten.
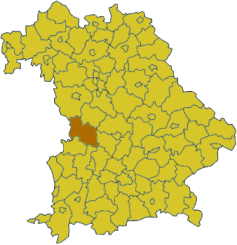
Lage des Landkreises Donau-Ries in Bayern
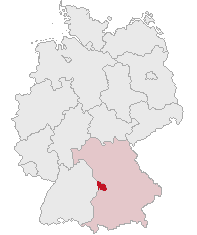
Lage des Landkreises Donau-Ries in Deutschland
Landkreis Donauwörth (–1972) Unter Schildhaupt mit den bayerischen Rauten gespalten von Silber und Rot; vorne ein linksgewendeter, feuerspeiender roter Panther, hinten ein doppelarmiges silbernes Kreuz mit Fußbalken, darüber eine goldene Laubkrone.
Landkreis Nördlingen (–1972) Gespalten von Rot und Gold; vorne ein durchgehender goldener Schragen, hinten übereinander drei schreitende, herschauende, rot bewehrte schwarze Löwen.

## Wappen der Städte, Märkte und Gemeinden

Gemeinde Alerheim Über goldenem Schildfuß, darin ein hersehender schwarzer Löwe, gespalten von Rot und Blau; vorne ein wachsender silberner Bischofsstab, hinten ein durchgehender silberner Schragen.
Gemeinde Amerdingen In Blau der golden nimbierte hl. Vitus in silbernem Gewand mit schwarzem Skapulier, der aus einem goldenen Ölkessel aufwächst.
Gemeinde Asbach-Bäumenheim In Rot auf goldenem Dreiberg eine silberne Espe mit drei Zweigen, beseitet rechts von einem halben silbernen Spinnrad, links von einem halben silbernen Zahnrad.
Gemeinde Auhausen Der Vierung von Silber und Schwarz aufgelegt die zweitürmige rote Vorderansicht der Ortskirche.
Gemeinde Buchdorf Durch einen von Rot und Silber geschachten Pfahl gespalten von Silber und Blau; vorne ein aufrechtes grünes Buchenblatt, hinten ein aufrechter silberner Fisch.
Gemeinde Daiting Fünfmal geteilt von Blau und Gold, überdeckt mit einer eingeschweiften, rot bordierten silbernen Spitze, darin ein blaues Spatenblatt.
Gemeinde Deiningen Unter blauem Schildhaupt, darin eine siebenbogige silberne Brücke, gespalten von Rot und Gold; vorne ein goldener, hinten ein roter Seitensparren, beide an den Spalt stoßend.
Große Kreisstadt Donauwörth In Gold ein rot bewehrter Doppeladler, zwischen den nimbierten Köpfen eine goldene Kaiserkrone; im blauen Brustschild der goldene Großbuchstabe W.
Gemeinde Ederheim In Silber ein durchgehendes schwarzes Tatzenkreuz, aufgelegt ein rotes Hirschgeweih.
Gemeinde Ehingen a.Ries Geviert von Rot und Gold, belegt mit einer silbernen Wehrkirche in Vorderansicht mit Ringmauer und Tor.
Gemeinde Forheim Geteilt; oben gespalten von Silber und Schwarz, aufgelegt eine gekürzte heraldische Lilie in verwechselten Farben; unten in Rot ein goldener Sparren.
Gemeinde Fremdingen In Gold der rot nimbierte Kopf des hl. Leonhard mit schwarzem Halskragen, umgeben von einer blauen Kette, an der unten ein blaues Schloss hängt.
Gemeinde Fünfstetten In Rot eine aufsteigende und eingeschweifte silberne Spitze, darin ein schwarzes Giebelhäuschen, beiderseits je ein zugekehrtes silbernes Fangeisen.
Gemeinde Genderkingen Gespalten von Silber und Blau; vorne zwei schräg gekreuzte rote Schlüssel, hinten der golden gekrönten goldene Großbuchstabe K.
Gemeinde Hainsfarth In Blau ein goldenes Segelboot mit silbernem Segel, darauf ein durchgehendes schwarzes Tatzenkreuz.
Stadt Harburg (Schwaben) Im Schild auf goldenem Grund ein rotbewehrter, schwarzer Adler ohne Krone.
Gemeinde Hohenaltheim In Silber der Rumpf eines goldbewehrten und rotbezungten blauen Löwen, der in den Pranken einen roten Schild hält; darin ein blauer Herzschild, von dem vier goldene Eisenhüte zu den Schildrändern ausgehen, im Ganzen belegt mit einem silbernen Schragen.
Gemeinde Holzheim Durch einen schmalen silbernen Wellenpfahl gespalten von Blau und Rot, vorne fünf, 2:1:2 gestellte fünfstrahlige, goldene Sterne, hinten eine silberne Kanne.
Gemeinde Huisheim In Gold über einem linksgewendeten Mohrenkopf mit rotem Kragen, rotem Ohrring und roter Krone ein blauer blau gekrönter Großbuchstabe K, der von einem roten Halbmond und einer roten heraldischen Lilie beseitet ist.
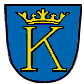
Markt Kaisheim In Blau der goldene Großbuchstabe K überhöht von einer goldenen Laubkrone.
Gemeinde Maihingen In Rot ein durchgehender goldener Schragen, belegt mit einem silbernen Schild, darin zwei schräg gekreuzte, golden bewehrte rote Bärenpranken.
Gemeinde Marktoffingen In rot bordiertem goldenen Schild ein von rechts bis zur Schildmitte einspringender silberner Sparren, der beiderseits von dem schwarzen Großbuchstaben E begleitet ist.
Gemeinde Marxheim Fünfmal geteilt von Blau und Gold mit aufgelegtem roten Panther.
Gemeinde Megesheim Gespalten von Rot und Silber; vorne ein silberner Bischofsstab, hinten ein durchgehendes schwarzes Kreuz.
Gemeinde Mertingen Über von Silber und Rot gespaltenem Schildfuß gespalten; vorne in Rot ein silbernes Kreuz mit zwei Querarmen, hinten in drei Reihen Eisenhütchen von Blau und Silber.
Gemeinde Mönchsdeggingen Über rotem Schildfuß, darin ein halber silberner Schragen, gespalten in Blau und Silber; vorne eine golden bewehrte silberne Gans, hinten ein rotes Tatzenkreuz.
Stadt Monheim In Blau ein steigender, gesichteter, goldener Halbmond, überhöht von einem goldenen Stern.
Gemeinde Möttingen Geteilt; oben in zwei Reihen Eisenhutfeh in Rot und Gold, unten in Silber ein schwarzes Tatzenkreuz.
Gemeinde Munningen Gespalten von Rot und Gold mit zwei an den Spalt stoßenden Seitensparren in verwechselten Farben; aufgelegt ein nach rechts schief stehender silberner Kirchturm mit welscher Haube.
Gemeinde Münster Über einem von Silber und Rot gespaltenen, oben mit einem von Schwarz und Silber gespaltenen Wellenbalken begrenzten Schildfuß, geviert von Rot und Silber, belegt mit einem schräggekreuzten silbernen Schlüssel und einem schwarzen Schwert.
Gemeinde Niederschönenfeld Gespalten; vorne fünfmal geteilt von Gold und Blau; hinten in Blau eine golden gekrönte natürliche Meerjungfrau mit goldenem Fischschwanz und goldenen Haaren, in den Händen drei goldene Ähren haltend.
Große Kreisstadt Nördlingen In Gold ein golden gekrönter und golden bewehrter schwarzer Adler mit roter Zunge.
Gemeinde Oberndorf a.Lech In Silber drei oben gezinnte blaue Balken, im Ganzen belegt mit einer heraldischen goldenen Lilie.
Stadt Oettingen i.Bay. In Rot ein silberner Schragen (Andreaskreuz).
Gemeinde Otting Gespalten von Schwarz und Silber; hinten ein gestürztes schwarzes Schwert mit goldenem Griff und goldener Parierstange; im Ganzen überdeckt mit einem durchgehenden schmalen goldenen Balken.
Stadt Rain Geteilt; oben in Schwarz der herschauende, rot gekrönte Kopf eines goldenen Löwen, unten geweckt von Silber und Blau.
Gemeinde Reimlingen In Grün zwei aus rotem Dreiberg aufwachsende gekreuzte goldene Ähren, belegt mit einem Schild, darin in Silber ein durchgehendes schwarzes Kreuz.
Gemeinde Rögling In Schwarz eine aufrechte, gebogene goldene Sacknadel, der ein von Rot und Silber geschachter Schrägbalken unterlegt ist.
Gemeinde Tagmersheim In Blau unter einer halben goldenen Sonne am oberen Schildrand ein aus goldenem Dreiberg aufwachsender beblätterter und gegabelter silberner Zweig, daran zwei silberne Heckenrosen mit blauen Butzen.
Gemeinde Tapfheim Geteilt; oben gespalten von Gold und Blau, vorne ein rot gezungter blauer Einhornrumpf, hinten der goldene Buchstabe K; unten in Silber ein rotes Andreaskreuz, das am Kreuzungspunkt mit einer rot bordierten goldenen Kugel belegt ist, darin ein rotes Doppelkreuz mit rotem Fußbalken.
Markt Wallerstein Geteilt; oben in Rot ein gestürzter, unten in Gold ein aufrechter silberner Sparren, die mit den Spitzen an der Teilungslinie zusammenstoßen.
Gemeinde Wechingen Gespalten; vorne von Rot und Gold dreimal geteilt, belegt mit einem silbernen Schragen; hinten von Silber und Schwarz geviert.
Stadt Wemding In Silber ein aus dem rechten Schildrad bis zur Schildmitte einspringender roter Sparren, links begleitet von fünf in Form eines Andreaskreuzes 2 : 1 : 2 angeordneten roten Lilien, unten rechts ein aufrecht stehender, abnehmender roter Halbmond.
Gemeinde Wolferstadt Unter silbernem Schildhaupt, darin ein durchgehender grüner Astbalken mit drei abhängenden grünen Blättern, in Rot ein schreitender silberner Wolf.

## Ehemalige Gemeinden mit eigenem Wappen

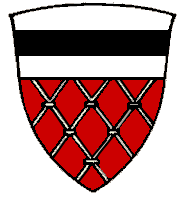
Gemeinde Altisheim
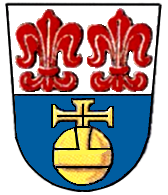
Gemeinde Amerbach
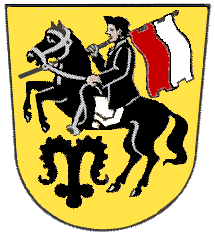
Gemeinde Appetshofen
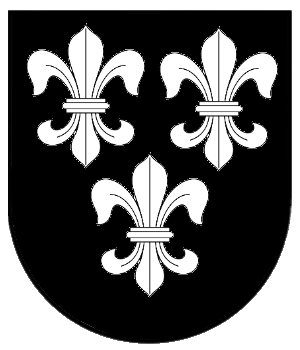
Gemeinde Auchsesheim
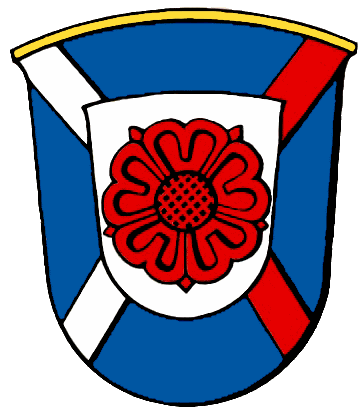
Gemeinde Aufhausen
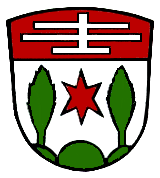
Gemeinde Baierfeld Unter rotem Schildhaupt, darin ein doppelarmiges silbernes Kreuz mit Fußbalken, in Silber zwei aus den äußeren Kuppen eines grünen Dreibergs wachsende pappelartige grüne Bäume, dazwischen ein sechsstrahliger roter Stern.
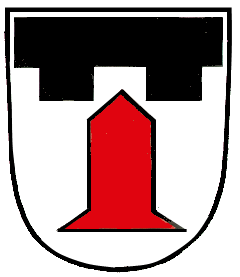
Gemeinde Baldingen
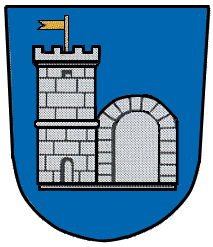
Gemeinde Balgheim
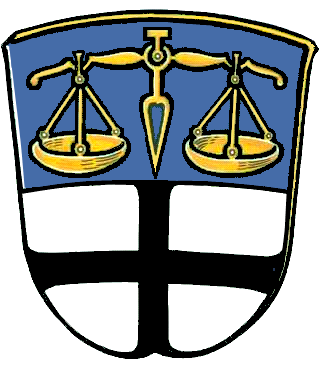
Gemeinde Belzheim
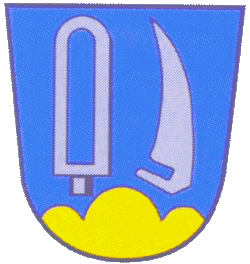
Gemeinde Berg
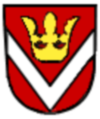
Gemeinde Birkhausen
Gemeinde Blossenau
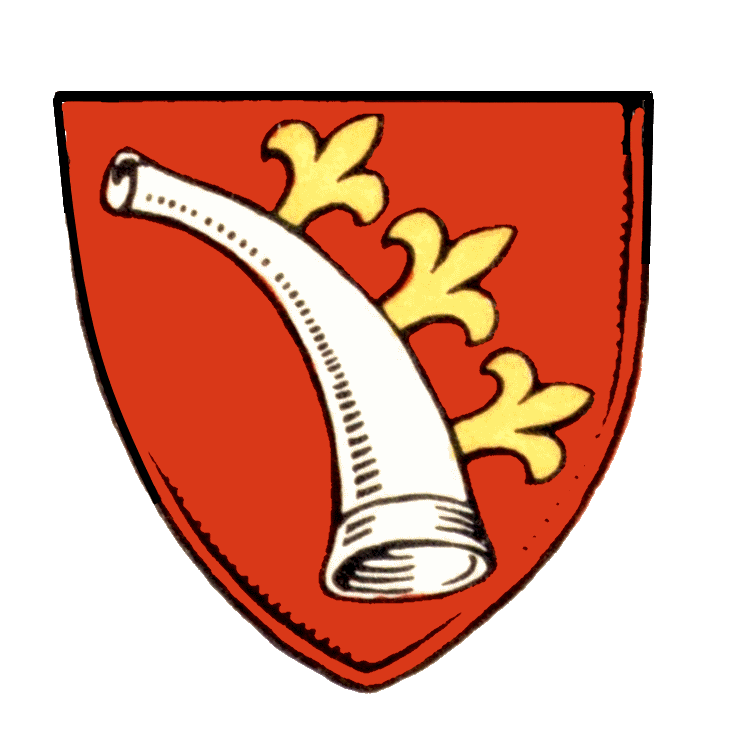
Gemeinde Bollstadt
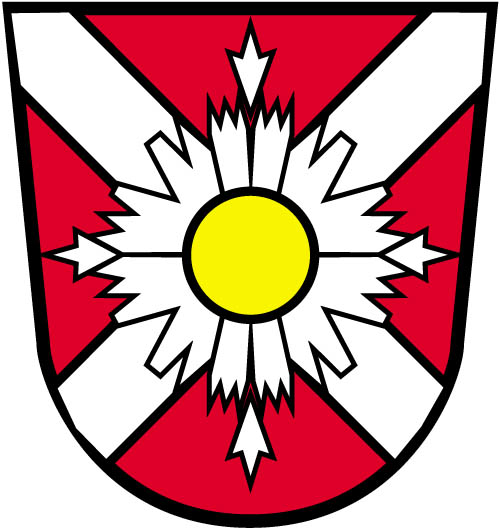
Gemeinde Brachstadt
Gemeinde Brünsee Unter goldenem Schildhaupt, darin ein blauer Wellenbalken, in Schwarz zwei von Silber und Rot geschachte Kleeblätter an verschlungenem silbernen Stängel.[2]
Gemeinde Bühl im Ries
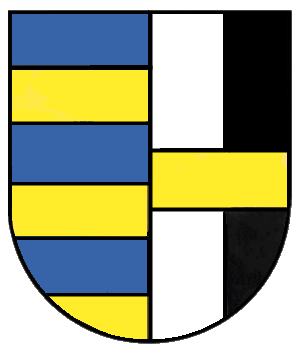
Gemeinde Burgmannshofen
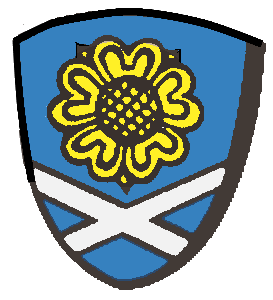
Gemeinde Christgarten
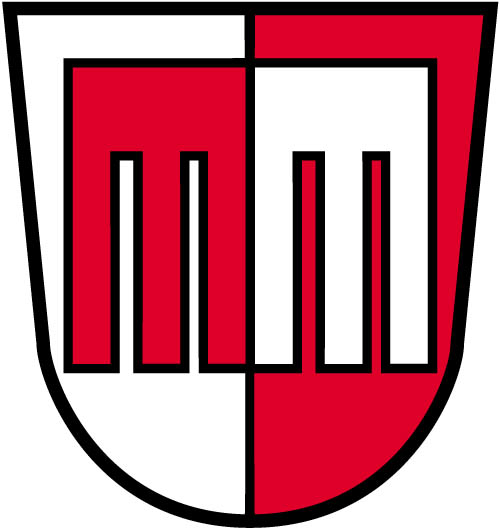
Gemeinde Donaumünster
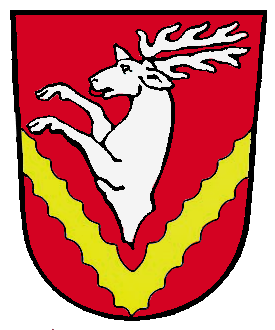
Gemeinde Dornstadt
Gemeinde Druisheim
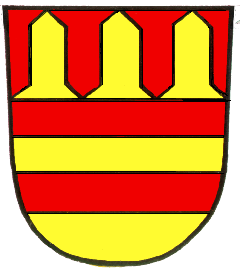
Gemeinde Dürrenzimmern
Gemeinde Ebermergen
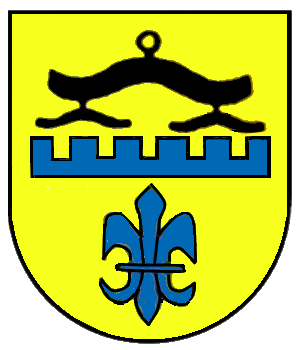
Gemeinde Eggelstetten
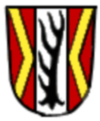
Gemeinde Ehringen
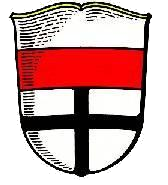
Gemeinde Enkingen
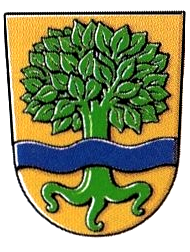
Gemeinde Erlbach
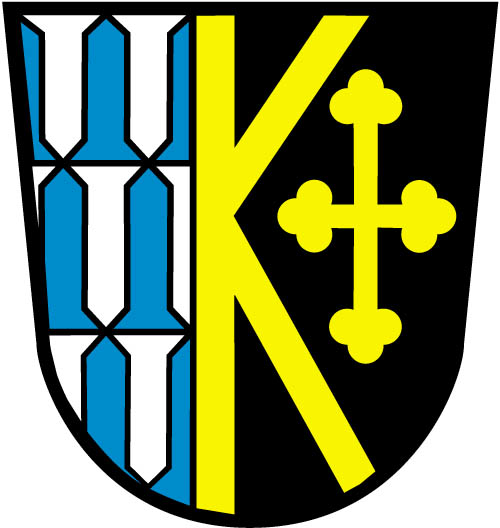
Gemeinde Erlingshofen
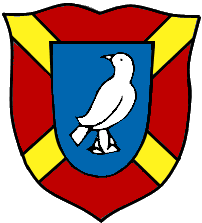
Gemeinde Fessenheim
Gemeinde Flotzheim
Gemeinde Gansheim
Gemeinde Gosheim
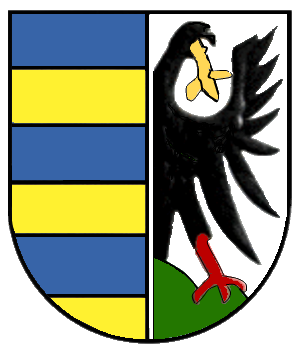
Gemeinde Graisbach
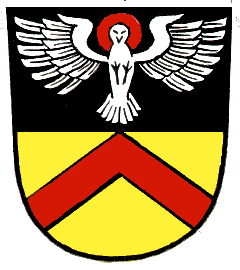
Gemeinde Grosselfingen
Gemeinde Großsorheim
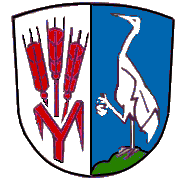
Gemeinde Gunzenheim
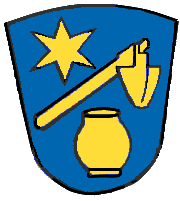
Gemeinde Hafenreut
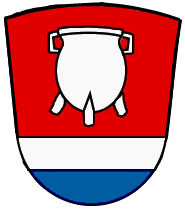
Gemeinde Hagau
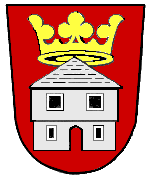
Gemeinde Hausen
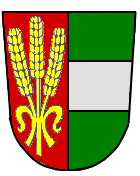
Gemeinde Herblingen
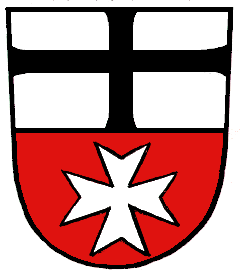
Gemeinde Herkheim
Gemeinde Heroldingen
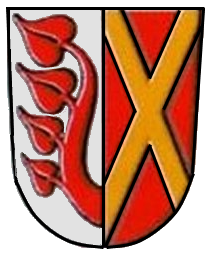
Gemeinde Heuberg
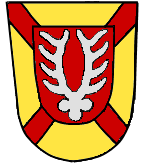
Gemeinde Hochaltingen
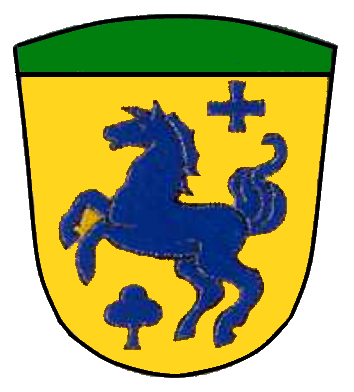
Gemeinde Hochfeld
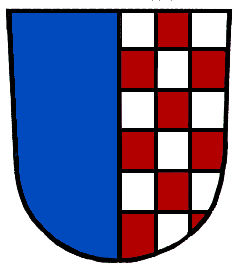
Gemeinde Holheim
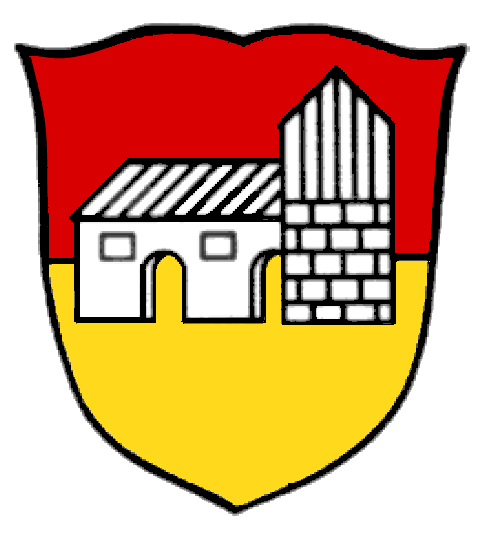
Gemeinde Holzkirchen
Gemeinde Hoppingen
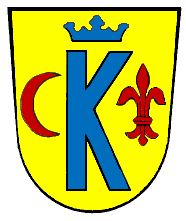
Gemeinde Huisheim altes Wappen
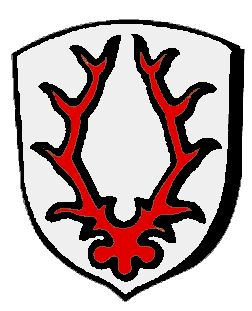
Gemeinde Hürnheim
Gemeinde Itzing In Schwarz über einem gesenkten, in zwei Reihen von Rot und Silber geschachten Balken schräg gekreuzt zwei goldene Ähren.[3]
Gemeinde Kaisheim
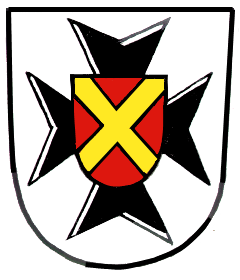
Gemeinde Kleinerdlingen
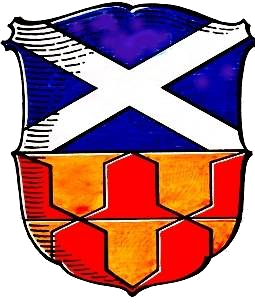
Gemeinde Kleinsorheim
Gemeinde Kölburg In Schwarz eine goldene Ölflasche, aus der drei goldene Ähren wachsen, beseitet von je zwei silbernen Kreuzchen.[4]
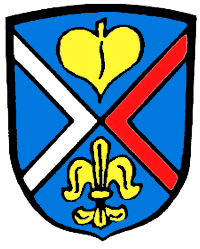
Gemeinde Laub
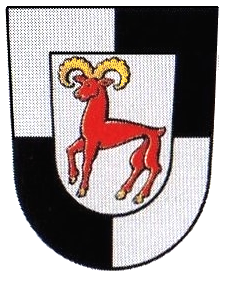
Gemeinde Lehmingen
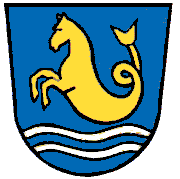
Gemeinde Leitheim
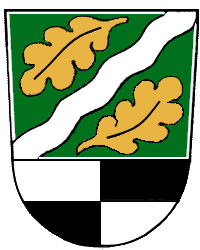
Gemeinde Lochenbach
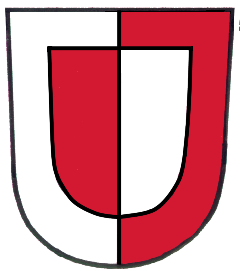
Gemeinde Löpsingen
Gemeinde Mauren
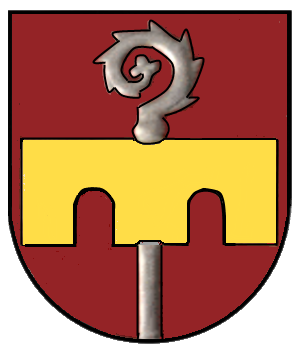
Gemeinde Marxheim
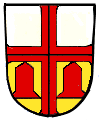
Gemeinde Merzingen
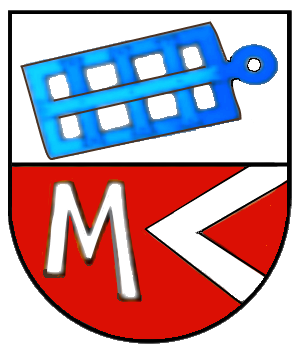
Gemeinde Minderoffingen
Gemeinde Mündling
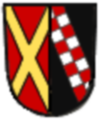
Gemeinde Munzingen
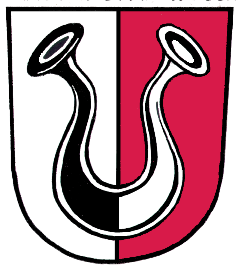
Gemeinde Nähermemmingen
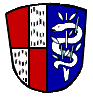
Gemeinde Natterholz
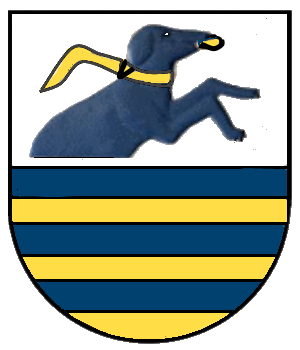
Gemeinde Neuhausen
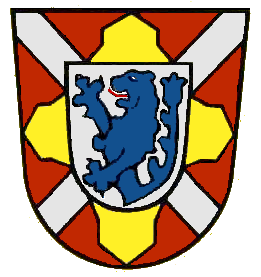
Gemeinde Niederaltheim
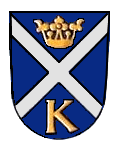
Gemeinde Niederhofen
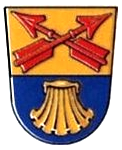
Gemeinde Nittingen
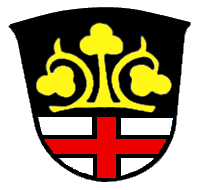
Gemeinde Nordheim
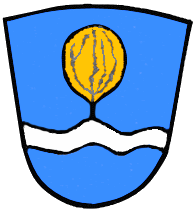
Gemeinde Nußbühl
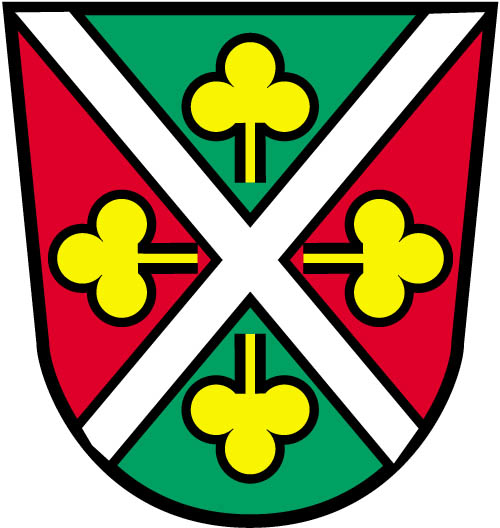
Gemeinde Oppertshofen
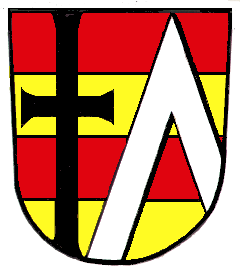
Gemeinde Pfäfflingen
Gemeinde Rehau
Gemeinde Ried In Rot mit unten blauem Winkel ein durchgehender silberner Schragen; im oberen Winkel die silberne Krümme eines Bischofsstabs, im unteren ein liegender silberner Halbmond.[5]
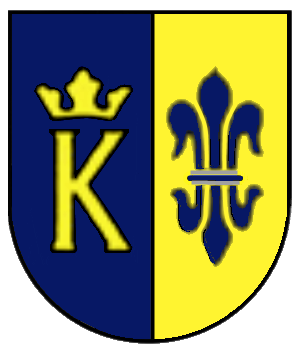
Gemeinde Riedlingen
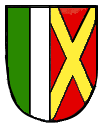
Gemeinde Rohrbach
Gemeinde Ronheim
Gemeinde Rudelstetten
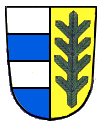
Gemeinde Schaffhausen
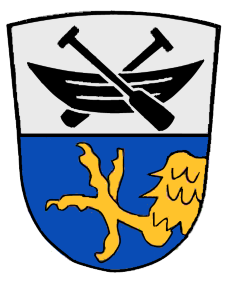
Gemeinde Schäfstall
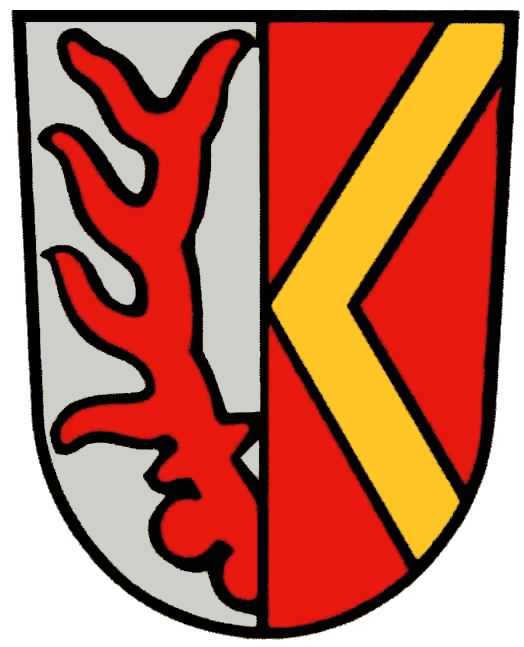
Gemeinde Schmähingen
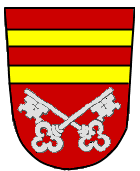
Gemeinde Schopflohe
Gemeinde Schrattenhofen
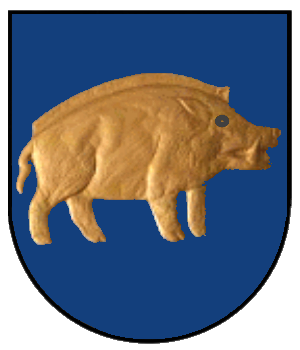
Gemeinde Schweinspoint
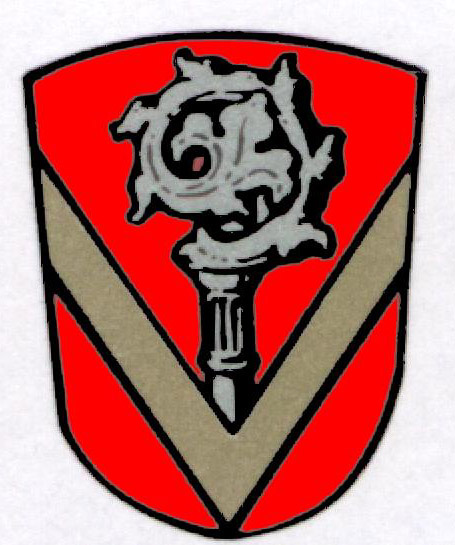
Gemeinde Schwörsheim
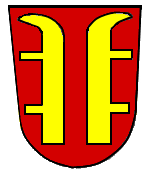
Gemeinde Seglohe
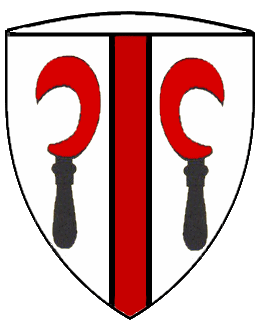
Gemeinde Steinhart
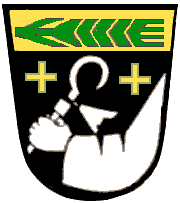
Gemeinde Sulzdorf
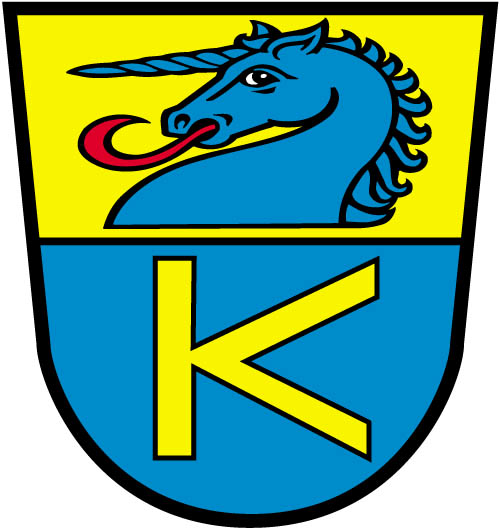
Gemeinde Tapfheim
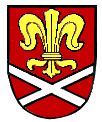
Gemeinde Untermagerbein
Gemeinde Utzwingen
Gemeinde Warching
Gemeinde Weilheim
Gemeinde Wittesheim
Gemeinde Wörnitzostheim
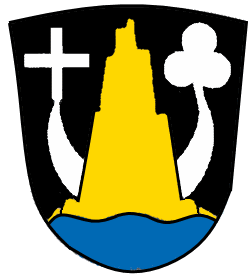
Gemeinde Wörnitzstein
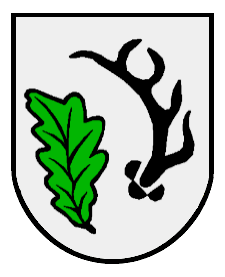
Gemeinde Zirgesheim
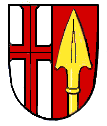
Gemeinde Ziswingen
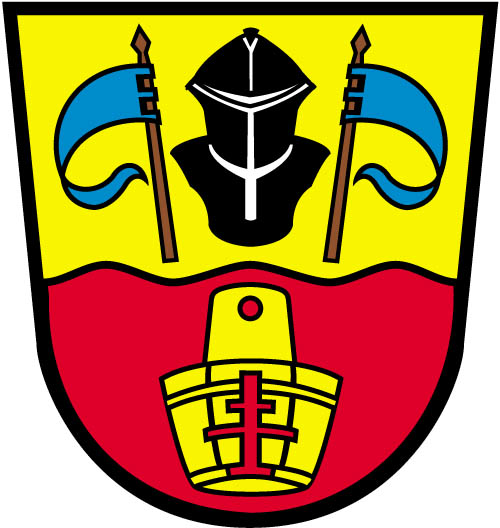
Gemeinde Zusum-Rettingen
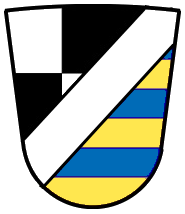
Gemeinde Zwerchstraß